# Kerpiçköy
Kerpiçköy of Kerpiç, tot 1920 Gunde Köse geheten, is een dorp in het Turkse district Haymana in de provincie Ankara.
Krachtens wet nr. 6360 werden alle Turkse provincies met een bevolkingsaantal van minimaal 750.000 personen uitgeroepen tot grootstedelijke gemeenten (Turks: büyükşehir belediyeleri), waardoor de dorpen in deze provincies de status van mahalle hebben gekregen (Turks voor stadswijk). Ook Kerpiçköy heeft sinds 2012 de status van mahalle.

## Geschiedenis
De stichter van het dorp is Hacı Osman Ağa, een lid van de Sevikan-stam. Hacı Osman Ağa verliet in het begin van de 19e eeuw zijn stam in de provincie Adıyaman en migreerde eerst naar Bingöl en vervolgens naar de regio Haymana.
In het dorp bevinden zich twee scholen, gebouwd in 1948 en 1968 respectievelijk.

## Geografie
Het dorp Kerpiçköy grenst aan de volgende dorpen: Cihanşah en Sinanlı. 

## Bevolking
Op 31 december 2019 telde het dorp Kerpiç officieel 797 inwoners, waarvan 412 mannen en 385 vrouwen. Nagenoeg alle inwoners zijn etnische Koerden. 
| 1935 | 422   |
| 1940 | 482   |
| 1945 | 472   |
| 1950 | 424   |
| 1955 | 513   |
| 1960 | 623   |
| 1970 | 958   |
| 1975 | 1.059 |
| 1980 | 1.001 |
| 1985 | 1.115 |
| 1990 | 1.092 |
| 1997 | 1.431 |
| 2000 | 1.461 |
| 2019 | 797   |

## Economie
Het levensonderhoud van de meeste inwoners wordt ondersteund door landbouwactiviteiten. Er is een landbouwkredietcoöperatie aanwezig in het dorp. Verder is er elektriciteitsverbinding aanwezig, toegang tot schoon drinkwater en een telefoonnetwerkverbinding. Een groot deel van de bevolking is geëmigreerd naar steden en/of het buitenland (met name Denemarken).
Centrale districtsplaats (İlçe Merkezi): Haymana
Dorpen (Köyler):
Ahırlıkuyu · Aktepe · Alahacılı · Altıpınar · Ataköy · Bahçecik · Balçıkhisar ·  Boğazkaya · Bostanhüyük · Bumsuz · Büyükkonak · Büyükyağcı · Cihanşah · Cingirli · Culuk · Çalış · Çatak · Çayraz · Çeltikli ·  Demirözü · Dereköy · Deveci · Devecipınarı · Durupınar  · Durutlar  · Emirler · Esen · Eskikışla · Evci · Evliyafakı · Gedik · Gültepe · Güzelcekale · İncirli · Karahoca  · Karaömerli  · Karapınar  · Karasüleymanlı  · Katrancı · Kavakköy · Kerpiçköy · Kesikkavak · Kızılkoyunlu · Kirazoğlu · Kutluhan · Küçükkonak · Küçükyağcı · Saatli · Sarıdeğirmen · Sarıgöl · Sazağası · Serinyayla · Sırçasaray · Sinanlı · Sındıran · Soğulca · Söğüttepe · Şerefligökgöz · Tabaklı · Tepeköy · Toyçayırı · Türkhüyük · Türkşerefli · Yamak · Yaprakbayırı · Yaylabeyi · Yeniköy · Yergömü · Yeşilköy  · Yeşilyurt · Yukarısebil · Yurtbeyli